# غرين كندريك
غرين كندريك (بالإنجليزية: Green Kendrick)‏ هو سياسي أمريكي، ولد في 1 أبريل 1798، وتوفي في 26 أغسطس 1873. نشط حزبياً في الحزب الديمقراطي. وقد انتخب عضو مجلس نواب كونيتيكت.